# Liste der Baudenkmäler in Hollenbach
Auf dieser Seite sind die Baudenkmäler in der schwäbischen Gemeinde Hollenbach zusammengestellt. Diese Tabelle ist eine Teilliste der Liste der Baudenkmäler in Bayern. Grundlage ist die Bayerische Denkmalliste, die auf Basis des Bayerischen Denkmalschutzgesetzes vom 1. Oktober 1973 erstmals erstellt wurde und seither durch das Bayerische Landesamt für Denkmalpflege geführt wird. Die folgenden Angaben ersetzen nicht die rechtsverbindliche Auskunft der Denkmalschutzbehörde.

## Baudenkmäler nach Ortsteilen

### Hollenbach
| Lage                           | Objekt                                     | Beschreibung | Akten-Nr.              | Bild           |
| ------------------------------ | ------------------------------------------ | --- | ---------------------- | -------------- |
| Hauptstraße 38 (Standort)      | Katholische Pfarrkirche St. Peter und Paul | neuromanischer, flachgedeckter Saalbau mit eingezogenem Chor, nördlicher Zwiebelturm, Turmunterbau 15. Jahrhundert, 1788 erhöht, 1876/77 Neubau von Langhaus und Chor; mit Ausstattung; zugehörig Leichenhaus und Kriegergedächtnis, 1930/31 von Thomas Wechs. | D-7-71-140-2 Wikidata  | weitere Bilder |
| Hauptstraße 41 (Standort)      | Gasthaus                                   | zweigeschossiger, traufseitiger Satteldachbau mit stichbogigen Öffnungen, 1869. | D-7-71-140-16 Wikidata | Gasthaus       |
| Mainbacher Straße 4 (Standort) | Pfarrhaus                                  | stattlicher zweigeschossiger Giebelbau mit Satteldach, 18. Jahrhundert. | D-7-71-140-3 Wikidata  | Pfarrhaus      |

### Hirschbach
| Lage                                                | Objekt     | Beschreibung                                                                          | Akten-Nr.             | Bild       |
| --------------------------------------------------- | ---------- | ------------------------------------------------------------------------------------- | --------------------- | ---------- |
| In Hirschbach (am südöstlichen Ortsende) (Standort) | Wegkapelle | kleiner Rechteckbau mit Satteldach und halbrundem Schluss, 2. Hälfte 19. Jahrhundert. | D-7-71-140-4 Wikidata | Wegkapelle |

### Igenhausen
| Lage                            | Objekt                              | Beschreibung | Akten-Nr.              | Bild           |
| ------------------------------- | ----------------------------------- | --- | ---------------------- | -------------- |
| Augsburger Straße 2 (Standort)  | Katholische Pfarrkirche St. Michael | flachgedeckter Saalbau mit eingezogenem Chor, nördlicher Satteldachturm mit Treppengiebel, Chor und Turm 1. Hälfte 16. Jahrhundert, Langhaus Mitte 18. Jahrhundert, 1846 erweitert; mit Ausstattung. | D-7-71-140-5 Wikidata  | weitere Bilder |
| Augsburger Straße 3 (Standort)  | Pfarrhaus                           | zweigeschossiger Giebelbau mit Satteldach und Erker, 1821. | D-7-71-140-6 Wikidata  | Pfarrhaus      |
| Augsburger Straße 12 (Standort) | Bauernhaus                          | erdgeschossiger Satteldachbau, im Kern 18. Jahrhundert, später verändert; winkelförmig anschließend Ökonomie, wohl zweite Hälfte 19. Jahrhundert.                                                    | D-7-71-140-17 Wikidata | Bauernhaus     |

### Mainbach
| Lage                             | Objekt                                  | Beschreibung | Akten-Nr.              | Bild                                    |
| -------------------------------- | --------------------------------------- | --- | ---------------------- | --------------------------------------- |
| Donauwörther Straße 4 (Standort) | Bauernhaus                              | eingeschossiger Wohnbau mit Satteldach und Segmentbogenfenstern, 1880; mit Ausstattung.                                                                 | D-7-71-140-15 Wikidata | Bauernhaus                              |
| Dorfstraße 39 (Standort)         | Ehemaliger Bauernhof                    | kleine Dreiseitanlage, 19. Jahrhundert; Wohnhaus, erdgeschossiger Giebelbau mit Satteldach; Wirtschaftsgebäude, Satteldachbauten.                       | D-7-71-140-7 Wikidata  | Ehemaliger Bauernhof                    |
| Dorfstraße 41 (Standort)         | Katholische Filialkirche St. Laurentius | schlichter Rechteckbau mit Satteldach und westlichem Spitzhelmturm, um 1660 errichtet, im frühen 18. Jahrhundert verändert, Turm 1874; mit Ausstattung. | D-7-71-140-8 Wikidata  | Katholische Filialkirche St. Laurentius |

### Motzenhofen
| Lage                                        | Objekt                                     | Beschreibung | Akten-Nr.              | Bild                                       |
| ------------------------------------------- | ------------------------------------------ | --- | ---------------------- | ------------------------------------------ |
| Hollenbacher Straße (bei Nr. 18) (Standort) | Historische Ausstattung                    | in Kapellenneubau von 1973. | D-7-71-140-11 Wikidata | Historische Ausstattung                    |
| Hollenbacher Straße 6 (Standort)            | Katholische Filialkirche Mariä Heimsuchung | schlichter Rechteckbau mit Satteldach und Dachreiter, Langhaus um 1716, Chor 1890/91; mit Ausstattung.                           | D-7-71-140-9 Wikidata  | Katholische Filialkirche Mariä Heimsuchung |
| Hollenbacher Straße 8 (Standort)            | Bauernhaus                                 | Wohnhaus eines Dreiseithofes, zweigeschossiger, giebelständiger Satteldachbau mit Segmentbogenfenstern und Putzgliederung, 1898. | D-7-71-140-10 Wikidata | Bauernhaus                                 |

### Schönbach
| Lage                                            | Objekt                              | Beschreibung | Akten-Nr.              | Bild                                |
| ----------------------------------------------- | ----------------------------------- | --- | ---------------------- | ----------------------------------- |
| Ulrichstraße 35 (Standort)                      | Katholische Filialkirche St. Ulrich | schlichter Saalbau mit eingezogenem Chor und südöstlichem Satteldachturm, im Kern 15. Jahrhundert, Ende 17. Jahrhundert verändert, Turm um 1970; mit Ausstattung. | D-7-71-140-13 Wikidata | Katholische Filialkirche St. Ulrich |
| Kapellenfeld (auf der Karolinenhöhe) (Standort) | Feldkapelle                         | schlichter Rechteckbau mit Satteldach und Stichkappentonne, 1871.                                                                                                 | D-7-71-140-14 Wikidata | Feldkapelle                         |